# James Harvey Asher
James Harvey Asher (1941-1996) fue un botánico, y taxónomo orquideólogo estadounidense.

## Algunas publicaciones
- 1970. PARTHENOGENESIS AND GENETIC VARIABILITY. Ed. Univ. of Michigan, 227 pp.
- La abreviatura «Asher» se emplea para indicar a James Harvey Asher como autoridad en la descripción y clasificación científica de los vegetales.[2]